# Valentin Friderich
Valentin Friderich (* vor 1600; † 1640) war ein aus Dettelbach in Unterfranken stammender, in der Schweiz wirkender Festungsbauer.

## Leben und Werk
Valentin Friderich wurde am 24. September 1600 erstmals schriftlich erwähnt bei seiner Aufnahme ins Bürgerrecht von Basel, wo er im gleichen Jahr in die Spinnwetternzunft aufgenommen wurde und fortan als Schreiner tätig war. Zwischen 1613 und 1618 erhielt er von der Berner Regierung Aufträge für Befestigungswerke im bernischen Aargau (Lenzburg, Königsfelden und Schenkenberg), die aber nur teilweise ausgeführt wurden. Um 1618 trat er in den Dienst des Grafen Mansfeld, kehrte aber nach einigen Jahren wieder nach Bern zurück und wurde 1623 für Reparaturarbeiten nach Payerne in die Waadt entsandt. 1624 beaufsichtigte er Instandstellungsarbeiten an Festungen im Aargau (u. a. im Schlössli Aarau). Zudem entwarf er weitere Festungsbauten für Aarburg, Wangen an der Aare und den Pass Col de la Givrine bei Saint-Cergue.
1635 trat er in den Grossen Rat von Bern ein. 1619 veröffentlichte er das Lehrbuch Kriegs kunst zu Fuss' unnd Eigenlicher underricht mit sonderbarer Behendigkeit und geschwinden Vortheil allerhand Eydgnössischer Schlachtordnungen zu machen.